# Saint-Germain-sur-Bresle
Pour les articles homonymes, voir Saint-Germain et Bresle (homonymie).
Saint-Germain-sur-Bresle est une commune française située dans le département de la Somme, en région Hauts-de-France.

## Géographie

### Localisation
Saint-Germain-sur-Bresle est un village picard du Vimeu, limitrophe de la Seine-Maritime et de la Normandie.
Limitrophe de Beaucamps-le-Vieux, la localité est située à 7 km au nord d’Aumale, 32 km au sud-ouest d’Abbeville, 41 km au sud-ouest d’Amiens et à 50 km au nord-ouest de Beauvais à vol d’oiseau.
Le territoire de la commune est limitrophe de ceux de six communes.  
Les communes limitrophes sont Ellecourt, Vieux-Rouen-sur-Bresle, Beaucamps-le-Jeune, Beaucamps-le-Vieux, Lafresguimont-Saint-Martin et Neuville-Coppegueule.

### Hydrographie

#### Réseau hydrographique
La commune est située dans le bassin Seine-Normandie. Elle est drainée par la Bresle, la Meline, le canal du Moulin Lecomte, le cours d'eau 01 du Pré Scobart, divers bras de la Bresle,,.
La Bresle est un fleuve côtier d'une longueur de 68 km, qui prend sa source dans la commune de Abancourt, à 180 mètres d'altitude, et se jette dans la Manche au Tréport, après avoir traversé 30 communes.
La Méline, d'une longueur de 10 km, prend sa source dans la commune de Marques et se jette dans la Bresle à Vieux-Rouen-sur-Bresle, après avoir traversé quatre communes.

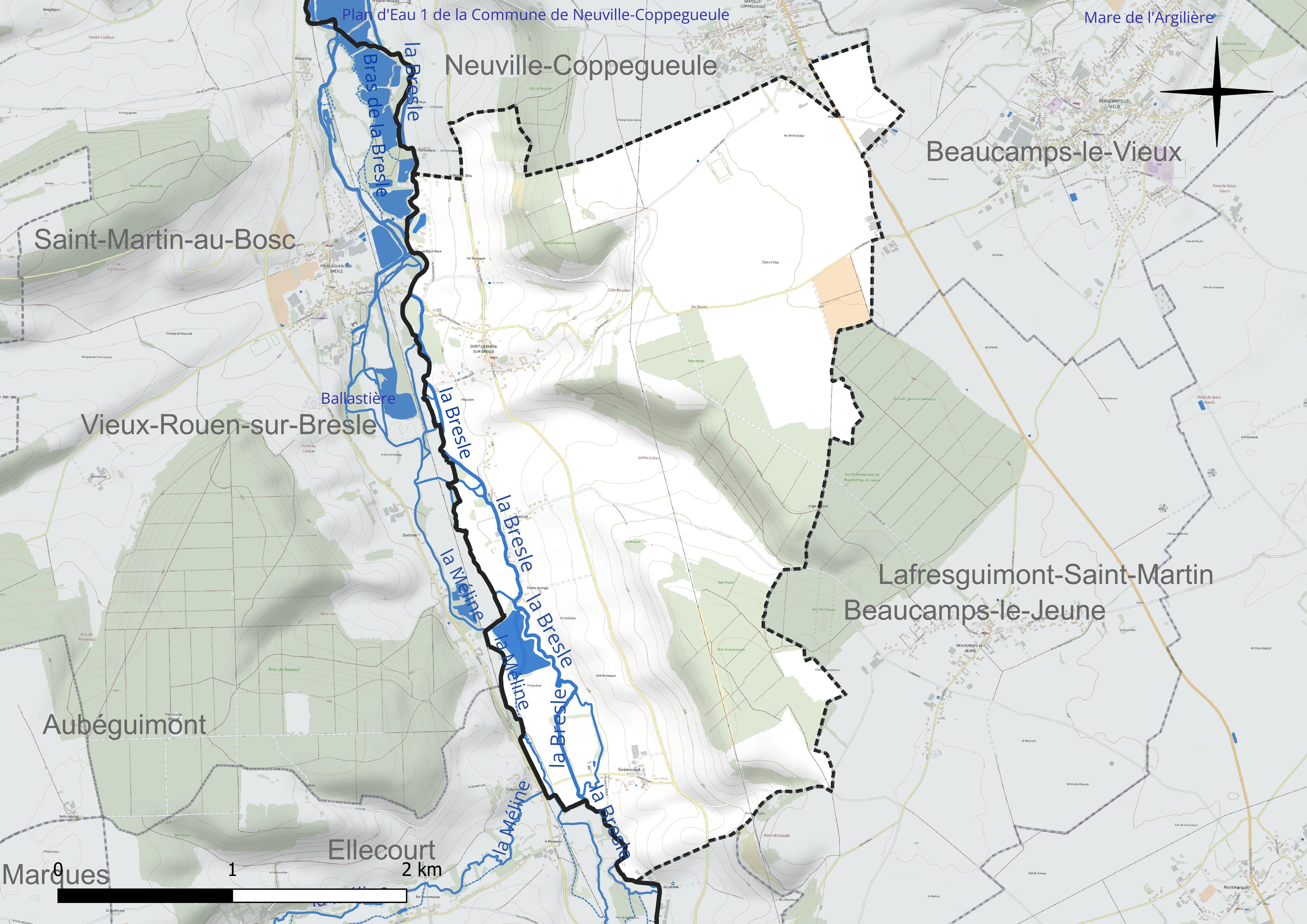
Réseau hydrographique de Saint-Germain-sur-Bresle.

#### Gestion et qualité des eaux
Le territoire communal est couvert par le schéma d'aménagement et de gestion des eaux (SAGE) « Vallée de la Bresle ». Ce document de planification concerne un territoire de 748 km2 de superficie, délimité par le bassin versant de la Bresle. Le périmètre a été arrêté le 7 avril 2003 et le SAGE proprement dit a été approuvé le 18 août 2016. La structure porteuse de l'élaboration et de la mise en œuvre est le syndicat mixte d'aménagement, de gestion et de valorisation du bassin de la Bresle.
La qualité des cours d'eau peut être consultée sur un site dédié géré par les agences de l'eau et l'Agence française pour la biodiversité.

### Climat
Pour des articles plus généraux, voir Climat des Hauts-de-France et Climat de la Somme.
En 2010, le climat de la commune est de type climat océanique dégradé des plaines du Centre et du Nord, selon une étude du CNRS s'appuyant sur une série de données couvrant la période 1971-2000. En 2020, Météo-France publie une typologie des climats de la France métropolitaine dans laquelle la commune est exposée à un climat océanique et est dans la région climatique Côtes de la Manche orientale, caractérisée par un faible ensoleillement (1 550 h/an) ; forte humidité de l'air (plus de 20 h/jour avec humidité relative > 80 % en hiver), vents forts fréquents.
Pour la période 1971-2000, la température annuelle moyenne est de 10,2 °C, avec une amplitude thermique annuelle de 13,8 °C. Le cumul annuel moyen de précipitations est de 831 mm, avec 12,9 jours de précipitations en janvier et 8,6 jours en juillet. Pour la période 1991-2020, la température moyenne annuelle observée sur la station météorologique la plus proche, située sur la commune d'Oisemont à 14 km à vol d'oiseau, est de 11,1 °C et le cumul annuel moyen de précipitations est de 801,4 mm,. Pour l'avenir, les paramètres climatiques de la commune estimés pour 2050 selon différents scénarios d'émission de gaz à effet de serre sont consultables sur un site dédié publié par Météo-France en novembre 2022.

## Urbanisme

### Typologie
Au 1er janvier 2024, Saint-Germain-sur-Bresle est catégorisée commune rurale à habitat dispersé, selon la nouvelle grille communale de densité à sept niveaux définie par l'Insee en 2022.
Elle est située hors unité urbaine et hors attraction des villes,.

### Occupation des sols
L'occupation des sols de la commune, telle qu'elle ressort de la base de données européenne d'occupation biophysique des sols Corine Land Cover (CLC), est marquée par l'importance des territoires agricoles (74,1 % en 2018), une proportion identique à celle de 1990 (74,1 %). La répartition détaillée en 2018 est la suivante : 
terres arables (54,2 %), forêts (20,1 %), prairies (19,6 %), zones humides intérieures (4,4 %), zones urbanisées (1,4 %), zones agricoles hétérogènes (0,2 %). L'évolution de l'occupation des sols de la commune et de ses infrastructures peut être observée sur les différentes représentations cartographiques du territoire : la carte de Cassini (XVIIIe siècle), la carte d'état-major (1820-1866) et les cartes ou photos aériennes de l'IGN pour la période actuelle (1950 à aujourd'hui).

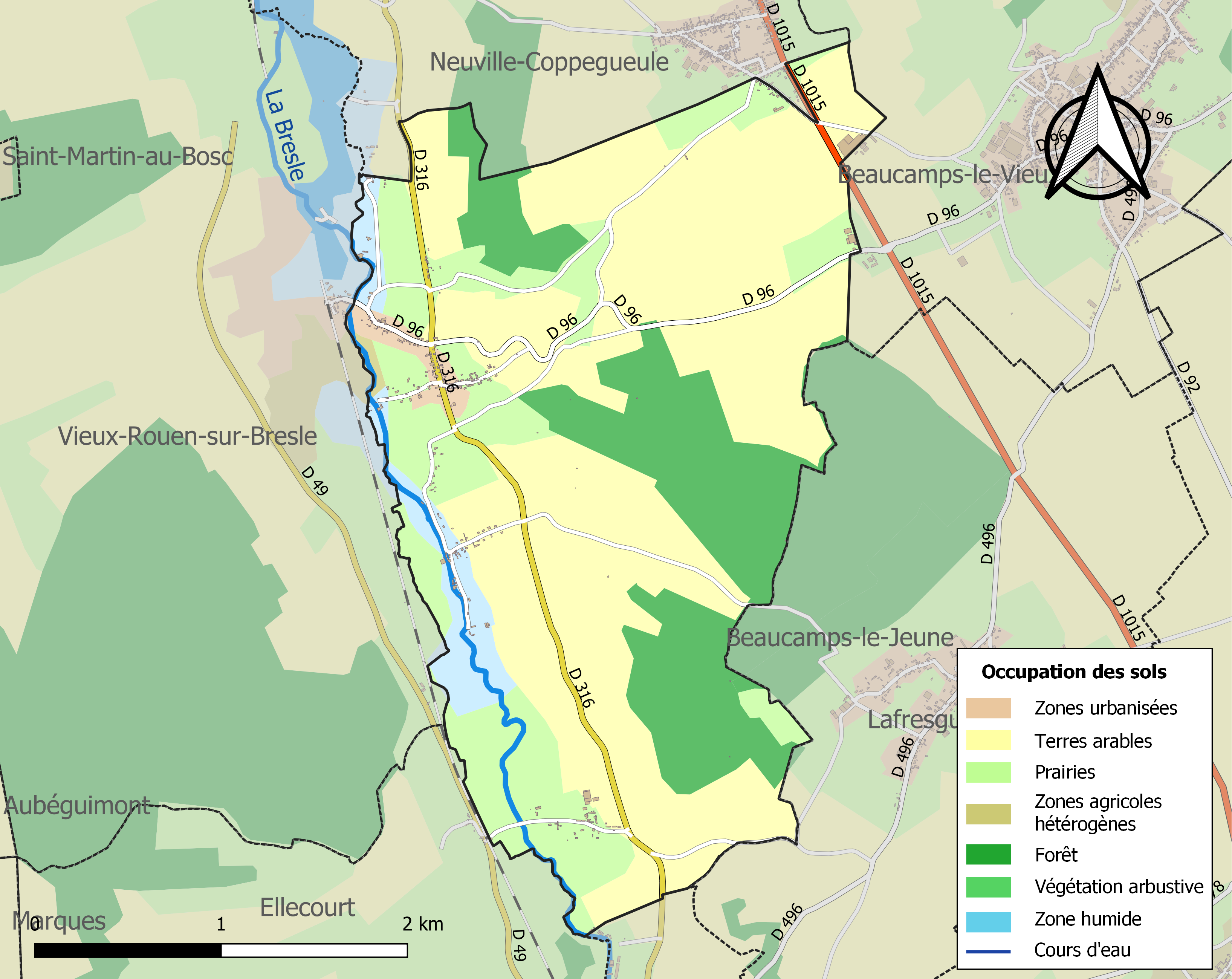
Carte des infrastructures et de l'occupation des sols de la commune en 2018 (CLC).

### Voies de communication et transports
Desservi par l'ex-route nationale 15bis (actuelle RD 316), le village est situé sur la rive droite de la Bresle.

### Lieux-dits, hameaux et écarts
Depuis octobre 1972, Guémicourt est une commune associée à Saint-Germain-sur-Bresle.

## Toponymie
En 1164, la forme de Sanctus Germanus est citée dans un cartulaire de Selincourt par Alexandre, pape.
La commune tient son nom de saint Germain, martyrisé sur son territoire en 480 et de la présence de la rivière Bresle.

## Histoire
En 480, Germain le Scot, évêque missionnaire de l'Ouest de la Gaule originaire de Grande-Bretagne, y aurait été décapité par Hubault, dignitaire romain local.
Le tombeau de Saint-Germain devint le point d'ancrage des pèlerins de Picardie et de Haute-Normandie. Il attira des hommes illustres tel que Charles le Chauve selon les chroniques de 846 qui s'y rendit en allant combattre les Bretons de Nominoë. La femme de ce dernier, Ermentrude, fit le don d'une étoffe de tissu précieux pour couvrir sa tombe. L'affluence est telle, que l'église primitive construite par Sénart n'avait plus la capacité d'accueil pour la masse des pèlerins.
C'est pourquoi les moines bénédictins de l'abbaye de Saint-Fuscien-aux-bois vinrent fonder un prieuré à proximité de l'église.

## Politique et administration

### Rattachements administratifs et électoraux
Saint-Germain-sur-Bresle absorbe la commune voisine de Guémicourt le 1er janvier 1972,. Cette dernière conserve le statut de commune associée.
La commune ainsi constituée se trouve dans l'arrondissement d'Amiens du département de la Somme. Pour l'élection des députés, la commune fait partie depuis 2012 de la quatrième circonscription de la Somme.
Elle faisait partie depuis 1802 du canton de Hornoy-le-Bourg. Dans le cadre du redécoupage cantonal de 2014 en France, la commune est intégrée au canton de Poix-de-Picardie.

### Intercommunalité
La commune était membre de la communauté de communes du Sud-Ouest Amiénois, créée en 2004.
Dans le cadre des dispositions de la loi portant nouvelle organisation territoriale de la République du 7 août 2015, qui prévoit que les établissements publics de coopération intercommunale (EPCI) à fiscalité propre doivent avoir un minimum de 15 000 habitants, la préfète de la Somme propose en octobre 2015 un projet de nouveau schéma départemental de coopération intercommunale (SDCI) qui prévoit la réduction de 28 à 16 du nombre des intercommunalités à fiscalité propre du département.
Ce projet prévoit la « fusion des communautés de communes du Sud-Ouest Amiénois, du Contynois et de la région d'Oisemont », le nouvel ensemble de 37 412 habitants regroupant 120 communes,. À la suite de l'avis favorable de la commission départementale de coopération intercommunale en janvier 2016, la préfecture sollicite l'avis formel des conseils municipaux et communautaires concernés en vue de la mise en œuvre de la fusion.
La communauté de communes Somme Sud-Ouest (CC2SO), dont est désormais membre la commune, est ainsi créée au 1er janvier 2017.

### Liste des maires
| Période                                  | Période                      | Identité            | Étiquette | Qualité                         |
| ---------------------------------------- | ---------------------------- | ------------------- | --------- | ------------------------------- |
| Les données manquantes sont à compléter. |                              |                     |           |                                 |
| 1953                                     | 1989                         | Victor Noyelle      |           |                                 |
| Les données manquantes sont à compléter. |                              |                     |           |                                 |
| 1985                                     | 2005                         | Michel Risville     |           | Décédé en fonction              |
| 2005                                     | 2005                         | Michel Cordier      |           |                                 |
| 2005                                     | avril 2014                   | Jean-Marie Favresse |           |                                 |
| avril 2014                               | En cours (au 8 octobre 2020) | Michel Cordier      | DVD       | Réélu pour le mandat 2020-2026, |

## Population et société

### Démographie
L'évolution du nombre d'habitants est connue à travers les recensements de la population effectués dans la commune depuis 1793. Pour les communes de moins de 10 000 habitants, une enquête de recensement portant sur toute la population est réalisée tous les cinq ans, les populations de référence des années intermédiaires étant quant à elles estimées par interpolation ou extrapolation. Pour la commune, le premier recensement exhaustif entrant dans le cadre du nouveau dispositif a été réalisé en 2006.

En 2022, la commune comptait 219 habitants, en évolution de +6,31 % par rapport à 2016 (Somme : −1,26 %, France hors Mayotte : +2,11 %).
| 1793 | 1800 | 1806 | 1821 | 1831 | 1836 | 1841 | 1846 | 1851 |
| ---- | ---- | ---- | ---- | ---- | ---- | ---- | ---- | ---- |
| 195  | 182  | 255  | 211  | 191  | 197  | 198  | 218  | 222  |

| 1856 | 1861 | 1866 | 1872 | 1876 | 1881 | 1886 | 1891 | 1896 |
| ---- | ---- | ---- | ---- | ---- | ---- | ---- | ---- | ---- |
| 220  | 232  | 206  | 200  | 184  | 176  | 176  | 184  | 159  |

| 1901 | 1906 | 1911 | 1921 | 1926 | 1931 | 1936 | 1946 | 1954 |
| ---- | ---- | ---- | ---- | ---- | ---- | ---- | ---- | ---- |
| 161  | 177  | 172  | 170  | 190  | 179  | 183  | 162  | 183  |

| 1962 | 1968 | 1975 | 1982 | 1990 | 1999 | 2006 | 2011 | 2016 |
| ---- | ---- | ---- | ---- | ---- | ---- | ---- | ---- | ---- |
| 166  | 161  | 202  | 203  | 167  | 185  | 180  | 203  | 206  |

| 2021 | 2022 | - | - | - | - | - | - | - |
| ---- | ---- | - | - | - | - | - | - | - |
| 214  | 219  | - | - | - | - | - | - | - |

### Enseignement
La compétence scolaire est assurée par la communauté de communes.

## Culture locale et patrimoine

### Lieux et monuments
- Église Saint-Germain-l'Écossais (XVIIIe siècle).
- Moulin à la Mécanique, sur la Bresle, de la fin du XVIIIe siècle, affecté après 1825 à l'activité textile. Après 1900, le moulin a notamment servi de scierie et sert aujourd'hui de magasin de commerce[42].

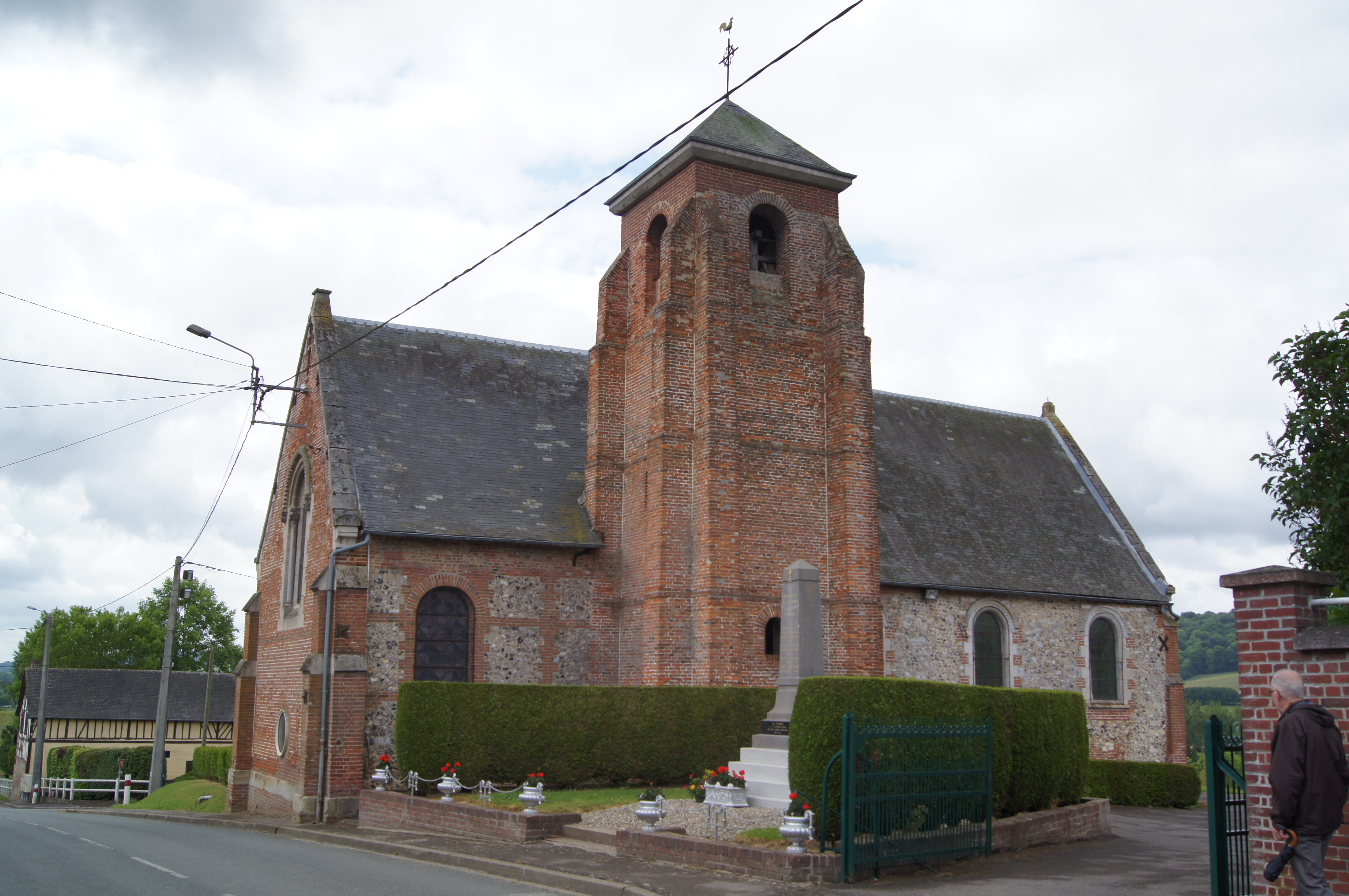
L'église de Saint-Germain.
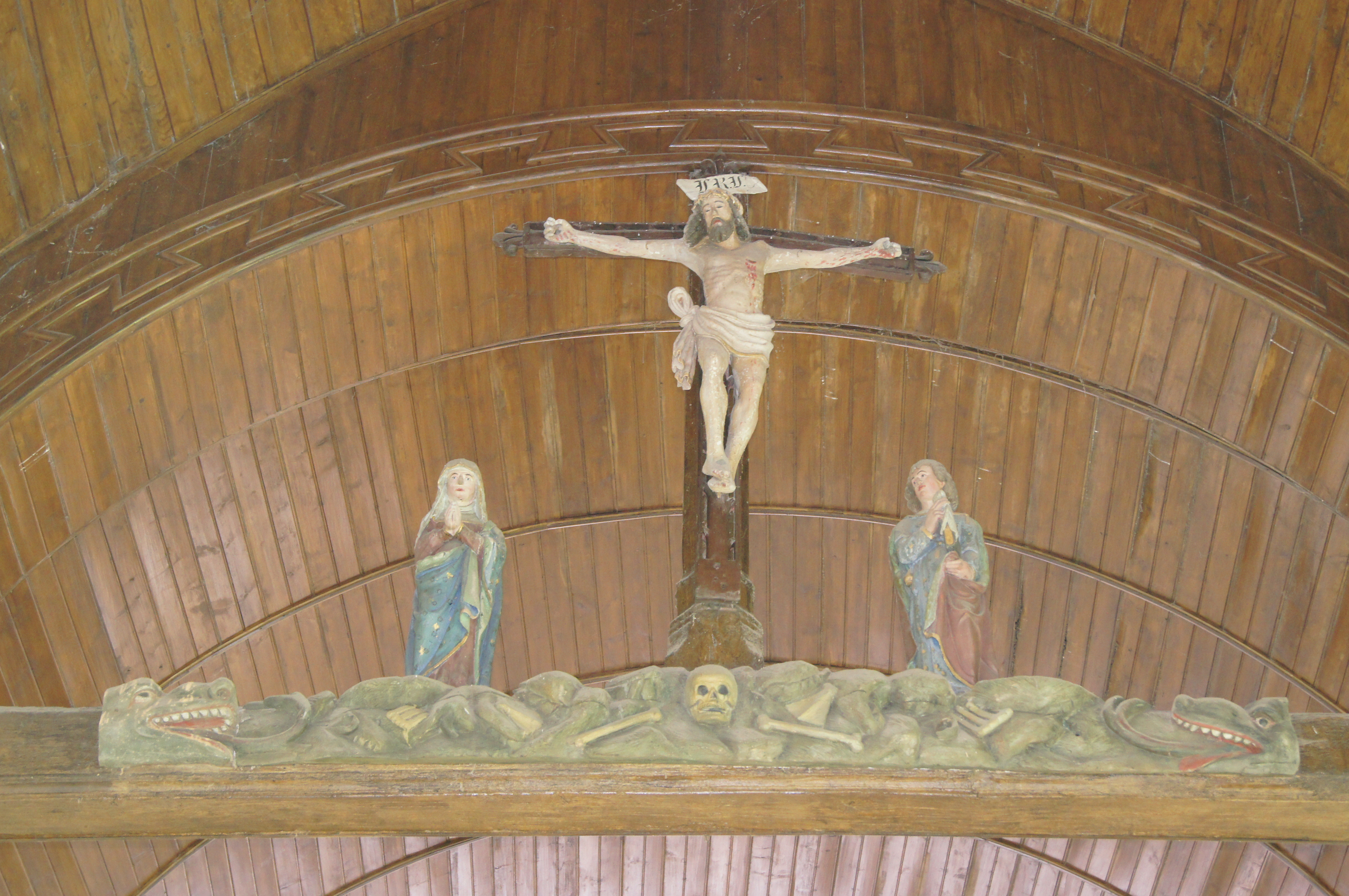
La poutre de gloire surmontée d'un groupe sculpté représentant la Passion du Christ, qui sépare la nef du chœur.
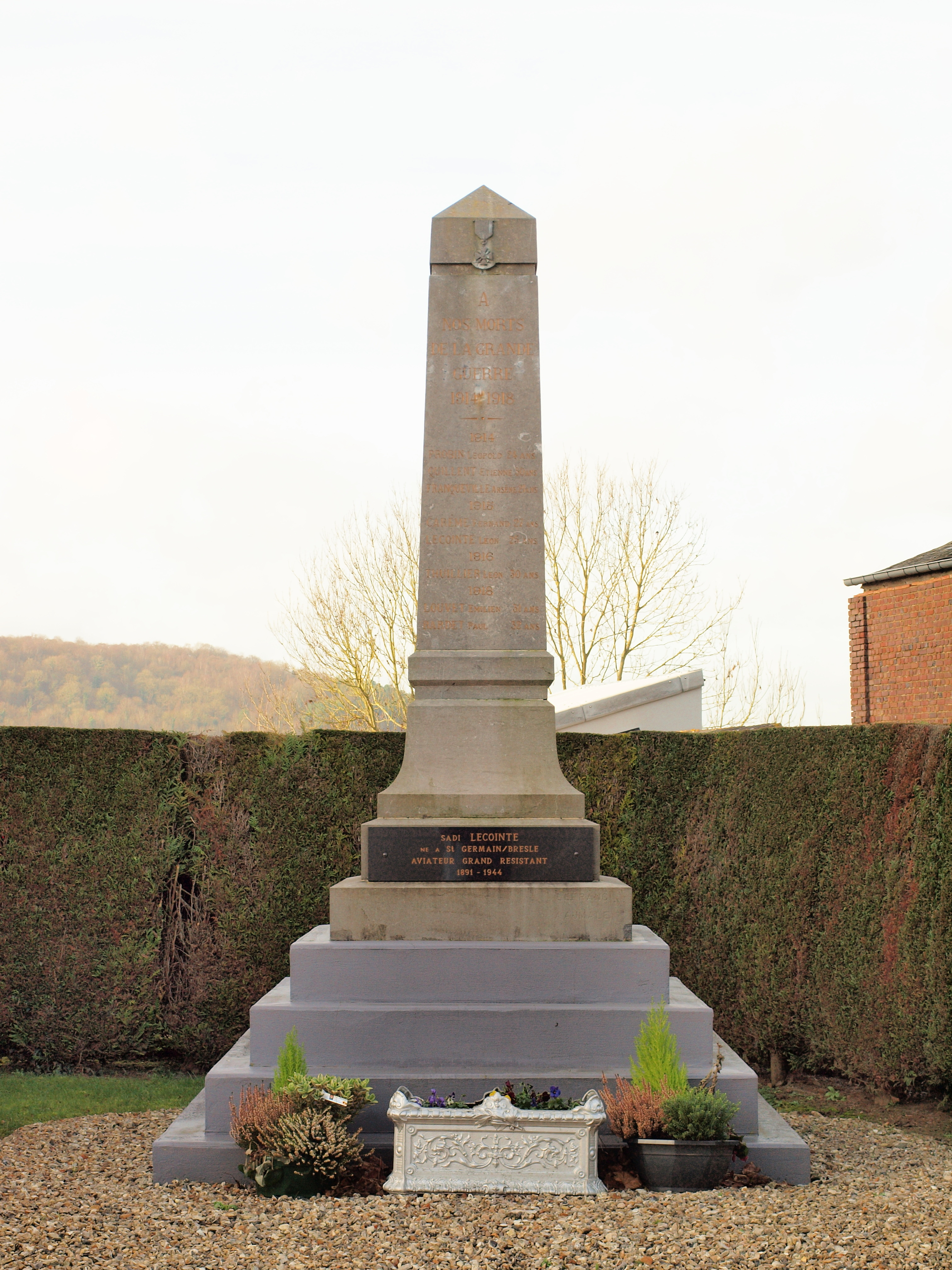
Le monument aux morts.
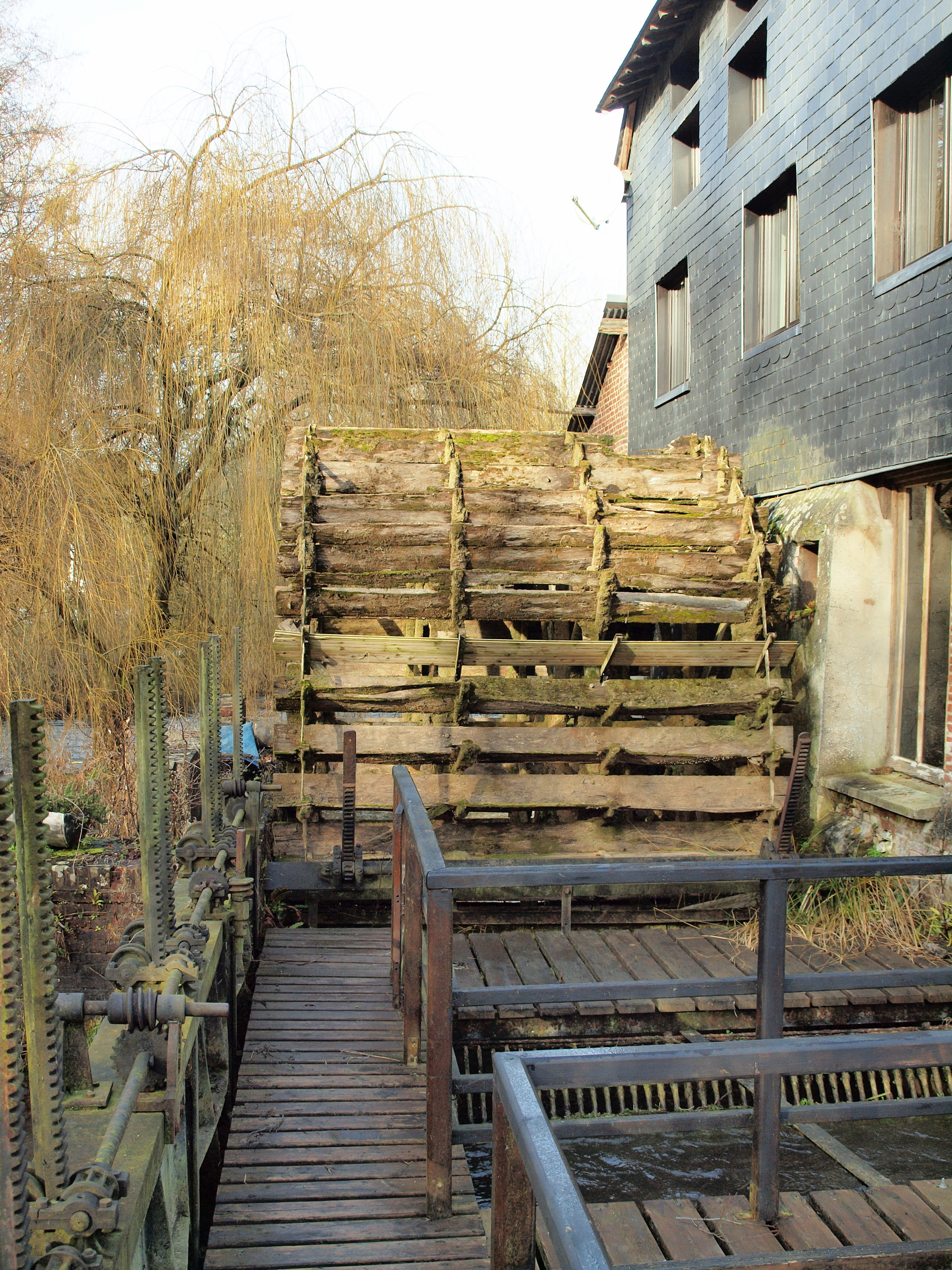
La roue à aubes du moulin.
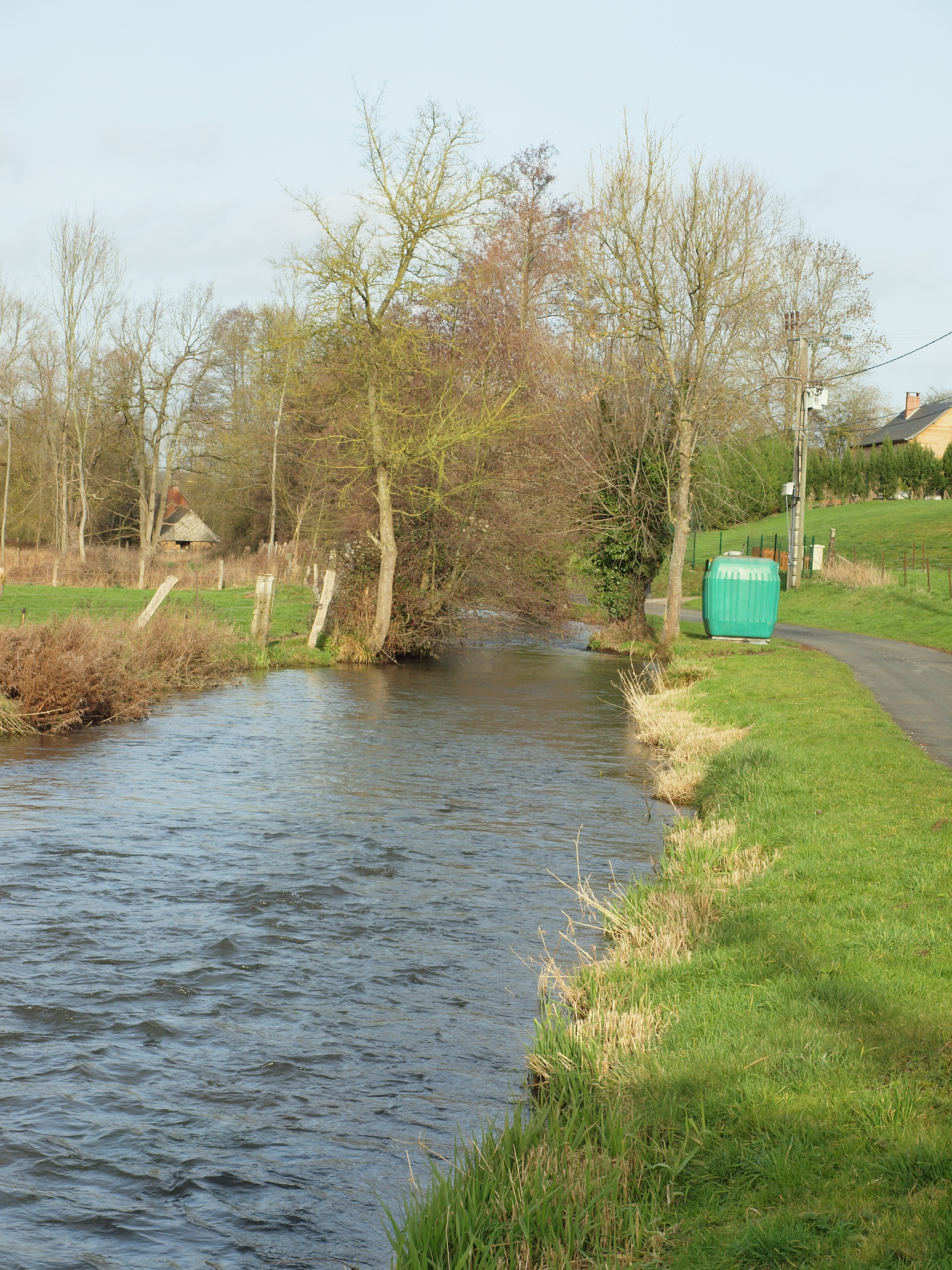
La Bresle à Brétizel.

- Tombeau de saint Germain-l'Écossais (XIe – XIIIe siècle), dont le bras-reliquaire et le buste sont classées au titre objets aux monuments historiques[43].

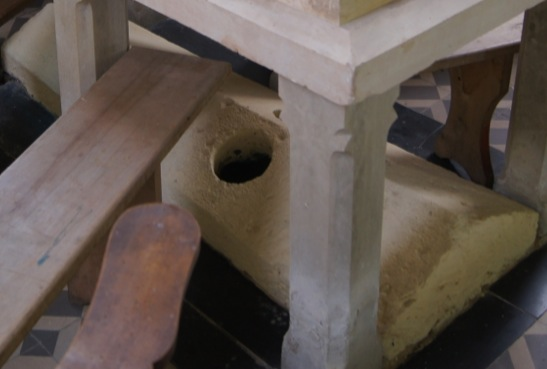
Le gisant.
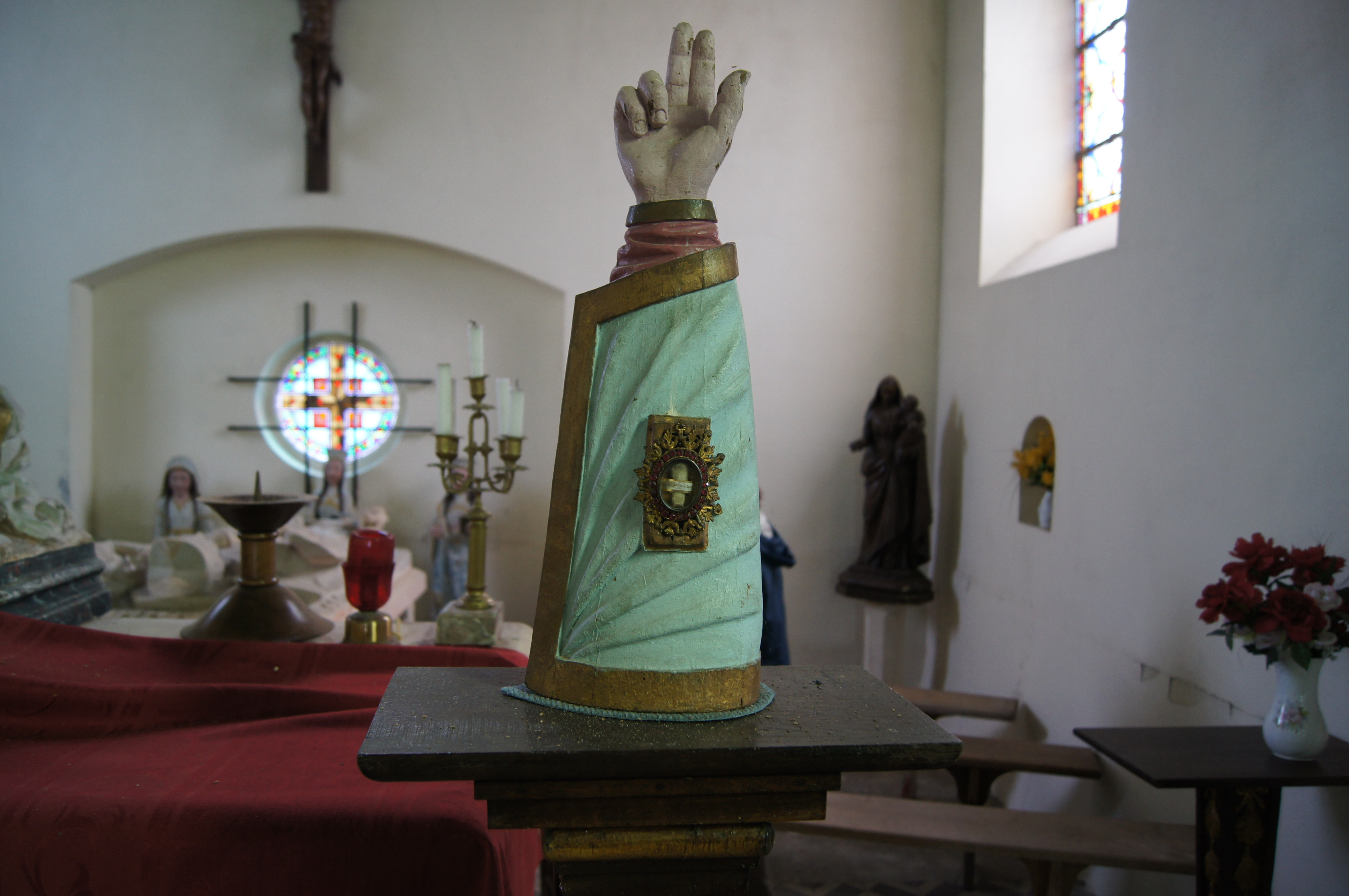
Bras-reliquaire du saint.
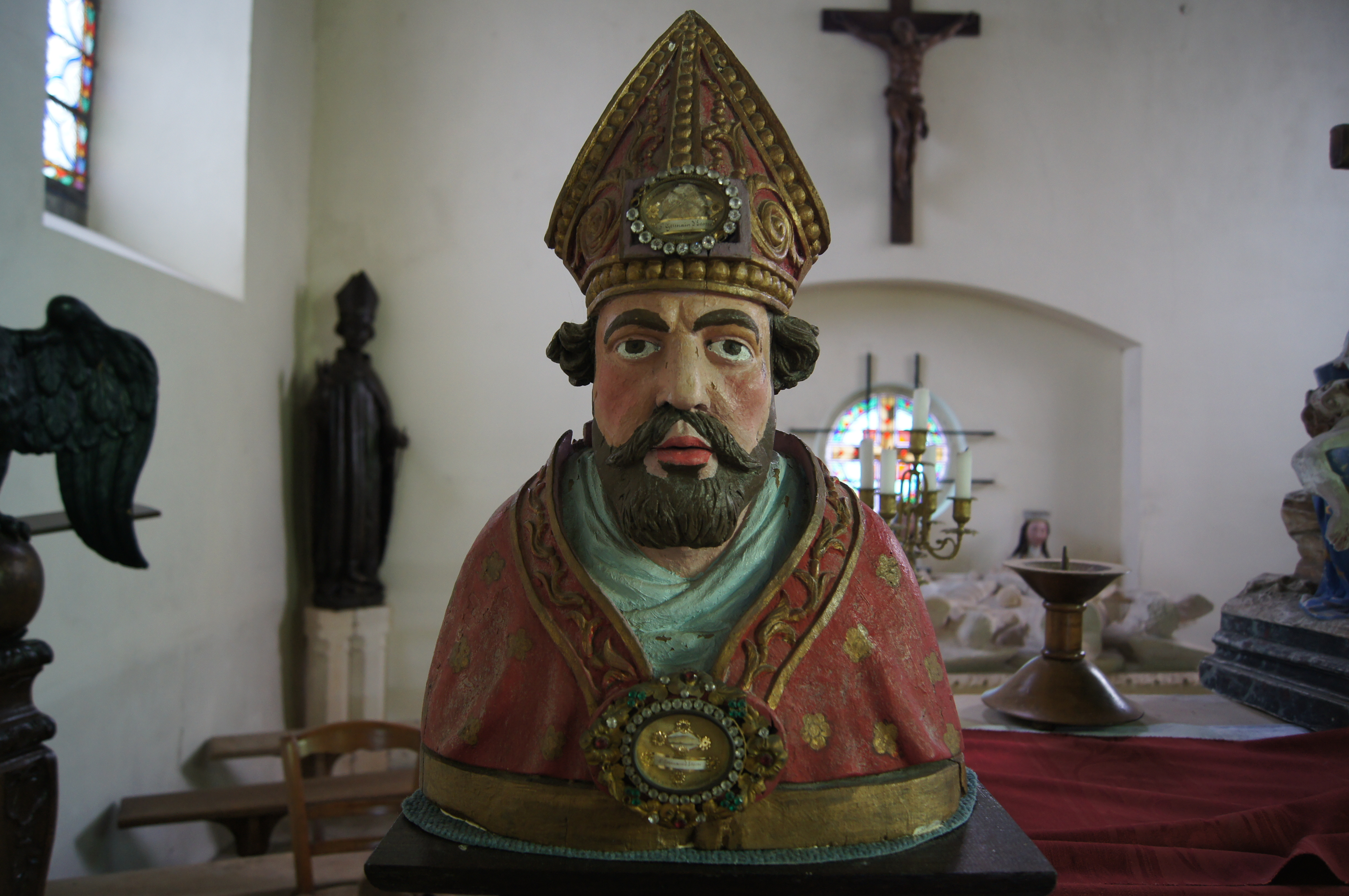
Buste-reliquaire du saint.

### Personnalités liées à la commune
- Saint-Germain le Scot ou Germain à la rouelle.
- Joseph Sadi-Lecointe (1891-1944), né à Saint-Germain-sur-Bresle, aviateur français qui a établi plusieurs records du monde d'altitude et de vitesse, a participé à la Première Guerre mondiale et à la Résistance pendant la Seconde Guerre mondiale.